# Therese Albertine Luise Robinson
Thèresé Albertine Luise von Jakob Robinson (Halle, 26 de enero de 1797 – Hamburgo, 13 de abril de 1870) fue una autora, lingüista y traductora germano-estadounidense, ejemplo de Nacionalismo romántico.  Publicaba bajo el seudónimo Talvj, un acrónimo derivado de las iniciales de su nombre de nacimiento.
La autora escribió un prefacio autobiográfico breve en el Brockhausischen Conversaciones-Lexikon (1840).

## Biografía

### Años enRusia
Su padre era Ludwig Heinrich von Jakob, escritor político y profesor de filosofía. En 1806 o 1807, acompañó a su padre a un puesto de trabajo en la Universidad de Járkov, Rusia (actualmente Járkov, en Ucrania), donde trabajó durante tres (o tal vez cinco) años, mientras tanto comenzó a estudiar lenguas eslavas.  La privaron de una educación oficial, aunque tuvo acceso a la biblioteca universitaria.  En 1810 o 1811 su padre fue asignado a un trabajo en San Petersburgo para ayudar en la revisión del código criminal y, durante ese tiempo, se le denegó la posibilidad de tomar clases. A pesar de ello, Thèresé, leía con avidez , especialmente libros sobre historia. Según Voigt, ninguna de las poesías que escribió durante su estancia en San Petersburgo se publicó a lo largo de su vida y, probablemente, la mayoría se destruyó, aunque poemas como "Sehnsucht" ('Nostalgia') del año 1813 aparecerían impresos.

### Regreso a Alemania
En 1816, la familia volvió a Halle. Aunque continuaba escribiendo poesía y cuentos, era reacia a publicarlos con su verdadero nombre Tradujo Eterna mortalidad o Los puritanos de Escocia de Walter Scott y El enano negro, que publicó bajo el seudónimo "Ernst Berthold" (Halle, 1822). Supuestamente, esto lo hizo por una pequeña cantidad de dinero y contra su voluntad. En 1822  presentó una serie de críticas literarias, que eran auto-denigratorias firmadas como "ein Frauenzimmer".
Talvj era el seudónimo  que se inventó, un anagrama formado por las iniciales de su nombre de soltera (Thèresé Albertine Louise von Jacob) que utilizaría posteriormente para firmar sus trabajos, empezando con Psyche (1825), una colección de tres cuentos.

### Idioma serbio y Goethe
Su interés por el serbio se desencadenó tras leer a Jacob Grimm, un crítico de canciones populares serbias, y se adentró en el estudio de esta lengua para mitigar el dolor que sentía a causa de la muerte de su hermana en 1823. Pronto dominó el idioma, gracias a su conocimiento previo del ruso, y comenzó a traducir canciones populares serbias. Al enterarse de que Goethe estaba interesado en dichas canciones, ella, "a pesar de su timidez casi abrumadora", se aventuró a escribirle sobre su proyecto acompañando la explicación con borradores de traducciones de canciones que había completado. Su traducción de Volkslieder der Serben (Canciones populares de los serbios) se publicó en 1826 tras la motivadora respuesta, tanto por correspondencia como en persona, de Goethe. El autor alemán recomendó enormemente su creación en Kunst und Alertum e hizo una comparación de su obra y la de Grimm, considerando que las creaciones de Thèresé estaban escritas en un lenguaje mucho más accesible que las traducciones literales del crítico alemán. Así pues, el trabajo de Thèresé se convirtió en un sello de calidad para la posteridad.

### Matrimonio y llegada a Estados Unidos
En agosto de 1828, se casó con el teólogo americano Edward Robinson.Durante ese tiempo perdió tanto a su madre como a su padre, lo que la impulsó a dejar Alemania. La pareja permaneció en Europa dos años más, residiendo temporalmente en varios países.
En 1830 llegaron a Estados Unidos, instalándose en Andover, Massachusetts donde esperaban por la cátedra de Robinson en el Seminario Andover. Thèresé no publicó nada durante los próximos cuatro años. Pero poco después de su llegada a América, empezó el estudio de las lenguas de indios nativos americanos, que culminó más tarde en un manual traducido. Trabajó en su capacidad personal como conectora entre la cultura alemana y americana; ayudó con el trabajo de su marido, introduciendo teología alemana y pensado a través de la publicación de Biblical Repository, que su marido creó en 1831.
Se mudaron a Boston en 1833, y unió a círculos intelectuales alrededor Karl Follen. El año siguiente, ella retomó su actividad literaria por derecho propio, primero traduciendo al alemán "ndian Languages of North America de John Pickering, publicado en Encyclopedia Americana  (1830–1831), que se publicó como Über die Indianischen Sprachen Amerikas (1834). El trabajo de Pickering propuso una ortografía estándar para transcribir fonéticamente las palabras de los nativos americanos para remediar el hecho de que académicos de diferentes nacionalidades adoptaran esquemas de romanización incoherentes.Este sistema estuvo basado en el modelo de pronunciación alemán. Ese mismo año, escribió Historical View of the Slavic Languages (Vista histórica de las lenguas eslavas) publicado por el Biblical Repository de su marido (Andover, 1834), más tarde fue reeditado en forma de libro más extenso como Historical View of the Languages and Literature of the Slavic Nations, with a Sketch of their Popular Poetry (Visión histórica de las lenguas y la literatura de las naciones eslavas con un resumen de su poesía popular) (Nueva York y Londres, 1850).
En 1836, entregó de manera anónima Popular Poetry of the Teutonic Nations a la North American Review (Robinson, 1836). El artículo incluyó un número de poemas traducidos de lenguas escandinavas, posteriormente incluidos en Henry Wadsworth Longfellow ed., The Poets and Poetry of Europe (1847). Su artículo se publicó más tarde como un libro en alemán titulado Charakteristik der Volkslieder germanischen Nationen mit einer Uebersicht der Lieder aussereuropäischer Völkerschaften (Características de las canciones populares de las naciones germánicas con una descripción general de las canciones de los pueblos no europeos) (1840).

### Alemania, 1837-1840
En 1837, dejó su círculo de amigos en Boston se mudó a Nueva York, donde su marido obtuvo una posición en un seminario teológico. Sin embargo, se dirigieron inmediatamente a Europa para continuar la investigación de Edward y, durante 1837–1840, residió en su Alemania natal, mientras Edward estaba comprometido en su misión en Palestina.
Durante este periodo salió su libro que afirma que hay pruebas de que los poemas ossiánicos  eran falsificaciones del explorador James Macpherson. Aparece bajo el título "Unächtheit der Lieder Ossian und des Macphersonschen Ossian insbesondere" o "The spuriousness of Ossian's songs" (Leipzig, 1840).

### Nueva York, 1840-1863
Entre otros, frecuentaban su casa de Nueva York figuras de la literatura como George Bancroft, William Cullen Bryant, Bayard Taylor, y Frederick Olmstead. También entabló amistad con Washington Irving a principios de 1846.
Otros trabajos en la lengua alemana fueron: Aus der Geschichte der ersten Ansiedelungen en den Vereinigten Staaten (Extractos de la historia del primer poblamiento de Estados Unidos; 1845), Die Colonisation von Neu England (La colonización de Nueva Inglaterra; 1847), traducido al inglés por William Hazlitt, Jr. Tres cuentos originalmente publicados en alemán fueron traducidos al inglés por su hija, y publicados con los títulos de Heloise, or the Unrevealed Secret (New York, 1850) Life's Discipline: a Tale of the Annals of Hungary (1851) y The Exiles (1853). Su ficción, Exiles (orig. Die Auswanderer 1852), fue aclamado por la crítica y vendió la mayoría de las copias, y fue reeditado como Woodhill, or the Ways of Providence (1856).

### Últimos años
Después de la muerte de su marido en 1863, regresó a su Alemania natal y residió en Hamburgo, donde su hijo, Edward, era cónsul americano. Su último trabajo se publicó en Estados Unidos bajo el título de Fifteen Years, a Picture from the Last Century (New York, 1870) . Una colección de sus cuentos, Gesammelte Novellen se publicó en Leipzig junto a su biografía, escrita por su hija (2 volúmenes, 1874).

## Obras

### Anónimamente
- Robinson, Therese Albertine L. (1836). «Popular Poetry of the Teutonic Nations». North American Review XCI: 295.

### Como Talvj
- Talvj (1850), Historical View of the Language and Literature of the Slavic Nations, Edward Robinson (preface), New York: Putnam., Edward Robinson (prefacio), Nueva York: Putnam.
- Talvj (1825), Psyche. Ein Taschenbuch – ein Taschenbuch für das Jahr 1825. Drei Erzählungen, Halle. Talvj (1825), Psyche. Ein Taschenbuch – ein Taschenbuch für das Jahr 1825. Drei Erzählungen, Halle., Halle
- Talvj (1834), Talvj (1834), Historical View of the Slavic Language in Its Various Dialects, Andover: Biblical Repository., Andover: Repositorio Bíblico
- Talvj (1835), Volkslieder der Serben. Metrisch übersetzt und historisch eingeleitet von Talvj, 2 Bände, Leipzig und Halle., 2 Bände, Leipzig und Halle
  - Banda 1 y Banda 2
- Talvj (1840), Versuch einer geschichtlichen Charakteristik der Volkslieder germanischer Nationen, Leipzig., Leipzig
- Talvj (1850), Heloise, o El Unrevealed Secreto. Un Cuento, Nueva York: D. Appleton & CompañíaTalvj (1850), Heloise, or The Unrevealed Secret. A Tale, New York: D. Appleton & company.
- Talvj (1852), Marie Barcoczy. Historischer Roman, Leipzig., Leipzig
- Talvj (1853), The Exiles. A Tale (Internet Archive/pdf), New York: G. P. Putnam. (pdf de Archivo/del Internet), Nueva York: G. P. Putnam.

### Traducciones al alemán
- Pickering, John (1834), Über die indianischen Sprachen Amerikas, Talvi (tr.), Leipzig: Vogel., Talvi (tr.), Leipzig: Vogel
- Walter Scott: Dado Presbyterianer - Dritte Erzählungen meines Wirths. Zwickau 1826
- Walter Scott: Der schwarze Zwerg - Erste der Erzählungen meines Wirths. Zwickau 1826